# José Van Tuyne
José Daniel Van Tuyne (Rosario, 13 dicembre 1954) è un ex calciatore argentino, di ruolo difensore.

## Carriera
Ha partecipato alla Coppa del Mondo 1982 con la Nazionale argentina.